# 朱怡鎬
益王朱怡鎬（？—？），明朝第八代益王朱和壐的兒子，明鄭時期遷居台灣，何時襲封益王已不可考。《南明史》並未見他的名字。
永曆三十七年（1683年），施琅攻陷台灣，鄭克塽降清，他被安置在河南開封府杞縣。